# Rượu thuốc

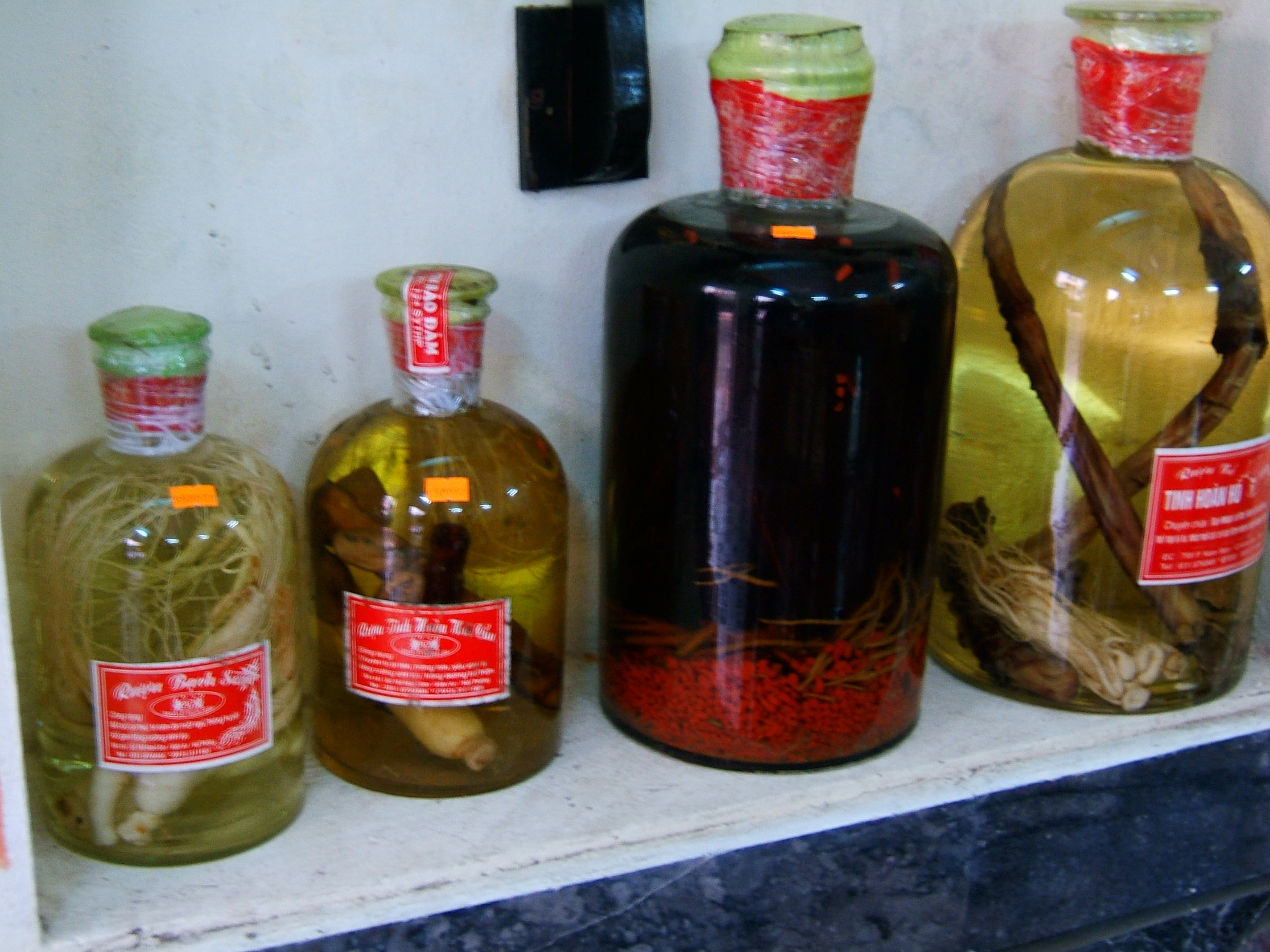
Một số loại rượu thuốc, trong hình từ trái sang là rượu bạch sâm, rượu tinh hoàn/dương vật hải cẩu, rượu ngâm hỗn hợp thuốc bắc, và rượu tinh hoàn/dương vật hổ (pín hổ)

Rượu thuốc hay rượu dân tộc là tên gọi chỉ các loại rượu ngâm rất phổ biến trong hệ thống đồ uống của ẩm thực Việt Nam truyền thống, thường được quảng cáo là các loại rượu cường dương hay bổ âm. Rượu thường làm bằng rượu trắng nồng độ cao ngâm các nguyên liệu thảo dược hoặc động vật có dược tính theo các phương pháp cổ truyền, với ý nghĩa không chỉ để cho thực khách thưởng thức hương vị của rượu mà hầu hết sử dụng như một loại thuốc. Hầu như gia đình nào ở Việt Nam cũng đều có một vài bình rượu thuốc trong nhà và có những bình được để rất lâu.

## Cách làm
Nguyên liệu được sơ chế, rửa sạch và cho vào ngâm trực tiếp với rượu nồng độ cồn cao. Nút kín một thời gian sau (thường khoảng 100 ngày trở lên) có thể đem dùng.

## Các dạng rượu ngâm

### Rượu ngâm thảo dược
Thảo dược (thuốc Nam, thuốc Bắc) được sơ chế và ngâm trong rượu. Có rất nhiều loại rượu ngâm với các loại thảo dược, thường theo hai phương thức: hoặc ngâm rượu riêng từng loại hoặc ngâm hỗn hợp theo các bài thuốc cổ truyền.
Trong thực tế, tùy địa phương, vùng miền có nhiều bí quyết ngâm rượu riêng, tuy nhiên người ta thường thấy rượu được ngâm với dâm dương hoắc, sâm các loại, kỷ tử, táo tàu, cùi nhãn, cùi vải, củ và rễ đinh lăng, cây mật gấu, thục, ba kích, chuối hột, mơ, tầm gửi (đặc biệt tầm gửi gỗ nghiến), quế chi, xuyên khung, nhục thung dung, hà thủ ô v.v. 

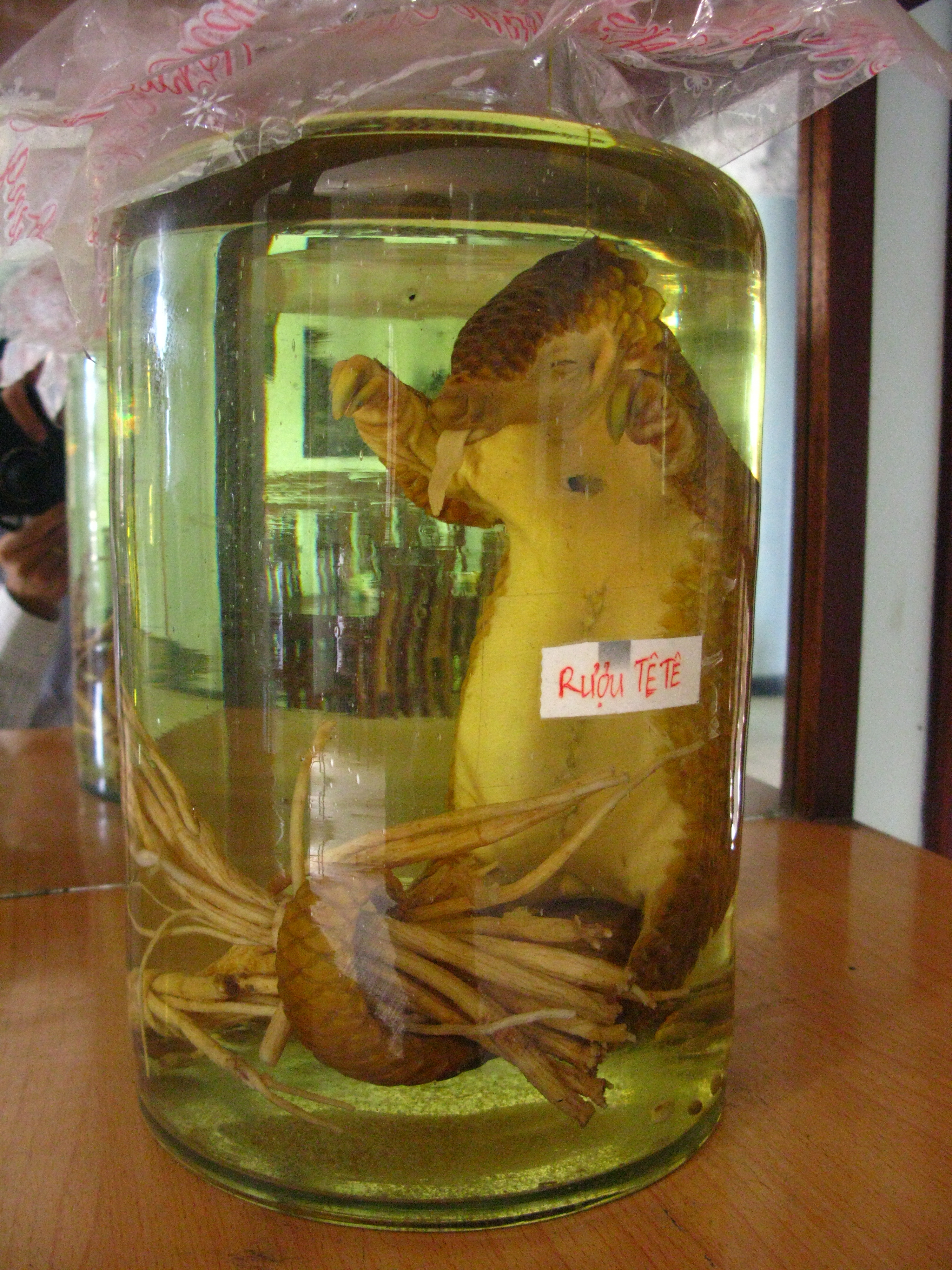
Rượu tê tê

Một số bài thuốc cổ truyền ngâm rượu đã trở nên nổi tiếng vì hiệu quả, như rượu Minh Mạng thang.

### Rượu ngâm động vật
Các loại động vật hoặc một phần của động vật được ngâm rượu, ngoại trừ những loại đã được kiểm nghiệm là có dược tính cao độ (rắn, tắc kè, bìm bịp, hổ cốt, cá ngựa...), nhiều loại chỉ được ngâm theo kinh nghiệm với nguyên tắc y học cổ truyền "đồng tạng trị liệu" (phương thức chữa bệnh dựa trên cơ sở dùng phần nào của cơ thể động vật làm thuốc hay thức ăn sẽ bổ cho phần cơ thể đó của con người), chẳng hạn pín hổ (dương vật hổ), ngọc dương (dái dê), lộc pín (dương vật nai) được ngâm rượu với ý nghĩa dùng để bổ dương.
Các loại động vật hầu hết được ngâm sống, chỉ sơ chế qua và không nấu chín. Cá biệt có một số loại được ngâm nguyên con.

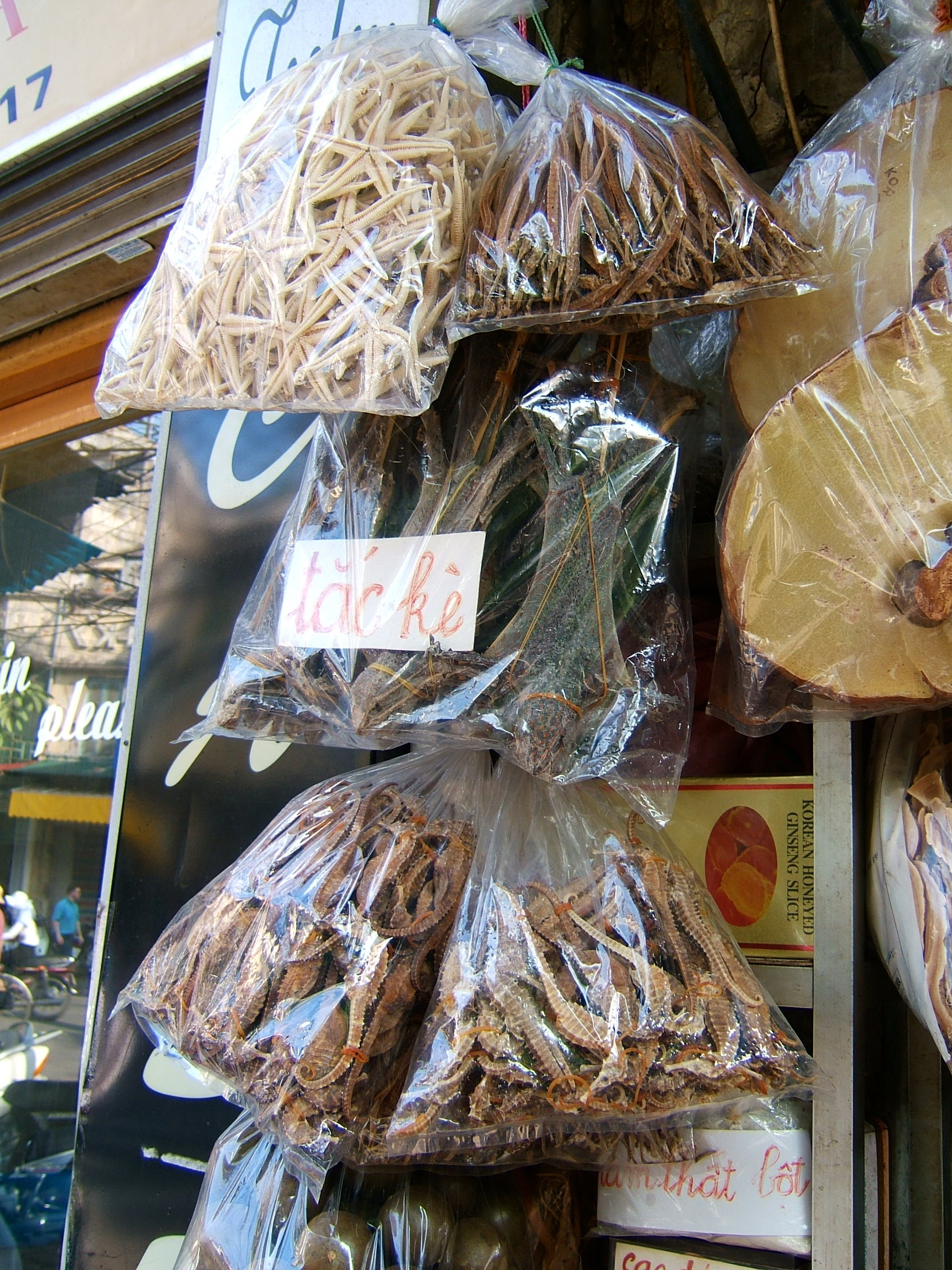
Một số động vật (tắc kè, sao biển) và thực vật (tam thất, nấm linh chi), phơi, sơ chế bày bán trên phố Lãn Ông Hà Nội được dùng để ngâm rượu thuốc

- Rượu ngâm nguyên con thường gặp rượu rắn ngâm theo số lẻ một con (thường là rắn hổ mang, hổ chúa), 3 (rắn hổ mang, rắn ráo, rắn, năm con hoặc nhiều hơn; rượu tắc kè; rượu bìm bịp, rượu chim sẻ, rượu cá ngựa, rượu ong đất, rượu ong bò vẽ (có thể ngâm nguyên cả mảng sáp tổ ong với mật, phấn hoa, nhộng và con ong hoặc ngâm con ong riêng); rượu hải long (rồng biển, sao biển); rượu tằm; rượu sâu chít, rượu hải sâm, rượu sò huyết, rượu ngán v.v.
- Rượu ngâm từng phần tạng phủ động vật: rượu ngâm bào thai (dê, bê, hổ, khỉ), tinh hoàn và dương vật (dê, hải cẩu, hổ), tiết động vật (rắn, dê), mật (mật gấu, mật rắn, mật trăn), óc (khỉ), tay (gấu) v.v.
- Rượu ngâm các loại cao động vật: cao xương hoặc cao toàn tính (nấu cao cả xương và thịt động vật) được ngâm với rượu, thường thấy rượu cao hổ cốt, rượu cao khỉ, rượu cao trăn, rượu cao sơn dương v.v.

### Các loại rượu khác
Trong thực tế thường gặp là các loại rượu ngâm hỗn hợp cả động vật và thực vật. Một số loại rượu ngâm động vật rất tanh (như rượu rắn) tuy ngâm riêng nhưng khi uống vẫn thường được pha với các loại rượu thực vật có tinh dầu thơm (như quế chi) để át mùi tanh.